# ژوزه پادیلا
ژوزه پادیلا یا خوزه پادیها (پرتغالی: José Padilha؛ زادهٔ ۱ اوت ۱۹۶۷) یک کارگردان اهل برزیل است،وی از سال ۲۰۰۰ میلادی تاکنون مشغول فعالیت بوده‌است. فیلم او یگان ویژه برنده خرس طلایی از جشنواره فیلم برلین شده است.